# Do 317 (航空機)
Do 317
- 用途：重爆撃機
- 製造者：ドルニエ
- 運用者：ナチス・ドイツ
- 初飛行：1943年9月
- 生産数：6機
- 運用状況：試作のみ

ドルニエ Do 317 は第二次世界大戦中に計画されたドイツの重爆撃機である。

## 設計と開発
1940年6月に、ドルニエ社は、Do 217の発展型、Do 317の開発を計画した。Do 317は与圧されたキャビンとDo 217よりも強力なエンジン（DB 604あるいはJumo 222）を搭載する予定になっていた。
Do 317は、"B爆撃機"計画用にドイツ航空省(RLM)に提出された計画の1つだった。このときDo317は2つのバージョンが提案されている:DB 603Aエンジンを2基装備し、従来通りの防御武装を装備したシンプルなDo 317A。それを発展させ、DB 610A/Bエンジンを装備し電動の遠隔操作の防御武装を装備したDo 317B。検討の結果、6機のDo 317Aの試作機が発注され、その一番機、Do 317 V1が1943年9月8日に初飛行を行った。Do 317 V1の外観はDo 217によく似ていたが、与圧キャビンと三角形の尾翼が大きな違いになっている。Do 317 V1の試験の結果Do217からの大きな進歩は見られなかった。そのため、残りの5機は与圧キャビンの装備をやめ、ヘンシェルHs 293ミサイルの発射母機とすることが決定された。この5機の試作機はDo 217Rと名称を変更された。同時期にDo 317Bの開発計画も破棄されている。

## スペック
(Do 317A)
- 乗員： 4名
- 全長： 16.80 m
- 全幅： 20.63 m
- 全高： 5.44 m
- エンジン： DB 603A倒立V型12気筒エンジン 1,305 kW (1,750 hp)  × 2
- 最大速度： 600 km/h
- 航続距離： 3,980 km
- 実用上昇限度：9,800 m
- 武装 
  - 13mm MG 131 機関銃(上部銃塔、背部後ろ、腹部後ろ) × 3
  - 7.92mm MG 81 機関銃(機首) ×  2
  - 15mm MG 151 機関銃(機首) × 1
- 爆弾 3,000 kg

(Do 317B)
- 乗員： 4名
- 全長： 16.80 m
- 全幅： 26.00 m
- 全高： 5.44 m
- エンジン： DB 610A/B　倒立V型24気筒双子エンジン 2,140 kW (2,870 hp) × 2
- 最大速度： 670 km/h (高度 7,620 m)
- 巡航速度： 537 km/h
- 航続距離： 3,600 km
- 実用上昇限度：10,515 m
- 武装 
  - 13mm MG 131 機関銃(前側上部銃塔、後側上部銃塔) × 4
  - 7.92mm MG 81 機関銃(機首銃塔) ×  2
  - 20mm MG 151/20 機関砲(尾部) × 1
- 爆弾 9,200 kg